# Star Gladiator
Star Gladiator: Episode: I - Final Crusade è un videogioco arcade del 1996 pubblicato da Capcom. Il gioco ha ricevuto una conversione per PlayStation e un seguito, Plasma Sword, quest'ultimo prodotto in versione da cabinato e per Dreamcast.

## Modalità di gioco
Star Gladiator è un picchiaduro 3D simile a Tekken e Soul Blade, il cui gameplay ricorda la serie Street Fighter.